# 蜀新大道站
蜀新大道站位于中华人民共和国四川省成都市郫都区望丛中路与蜀新大道交叉口，是成都地铁6号线的地铁车站。于2020年12月18日随成都地铁6号线开通而启用。

## 车站概要
蜀新大道站位于成都市郫都区南北大道与望丛中路/西区大道十字路口处向西大约100m，因此站位于西区大道与蜀新大道、望丛中路交汇口处而得名。于2020年12月18日正式投入使用。本站在规划阶段曾用名“南北大道站”。

## 车站构造

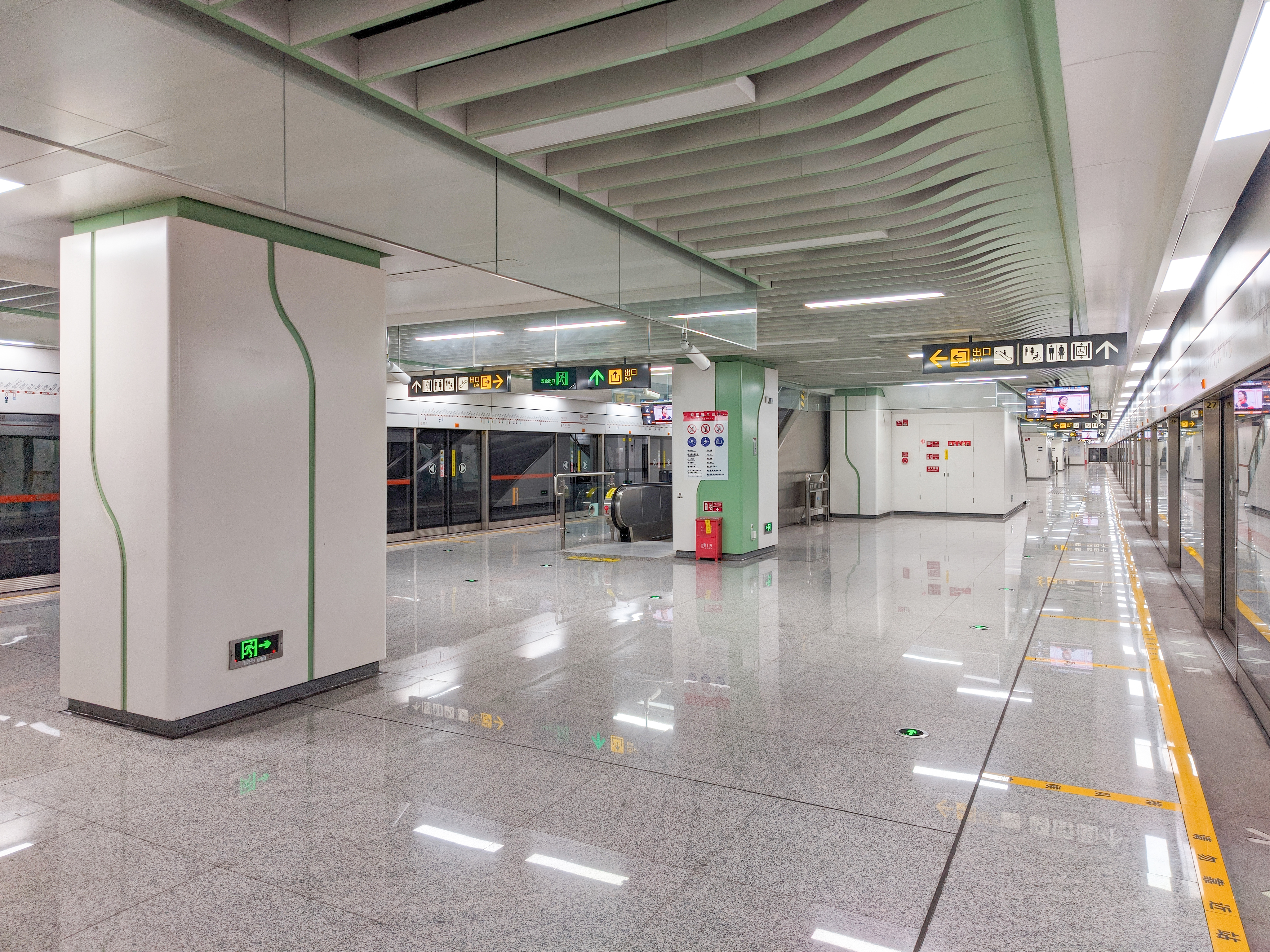
站台
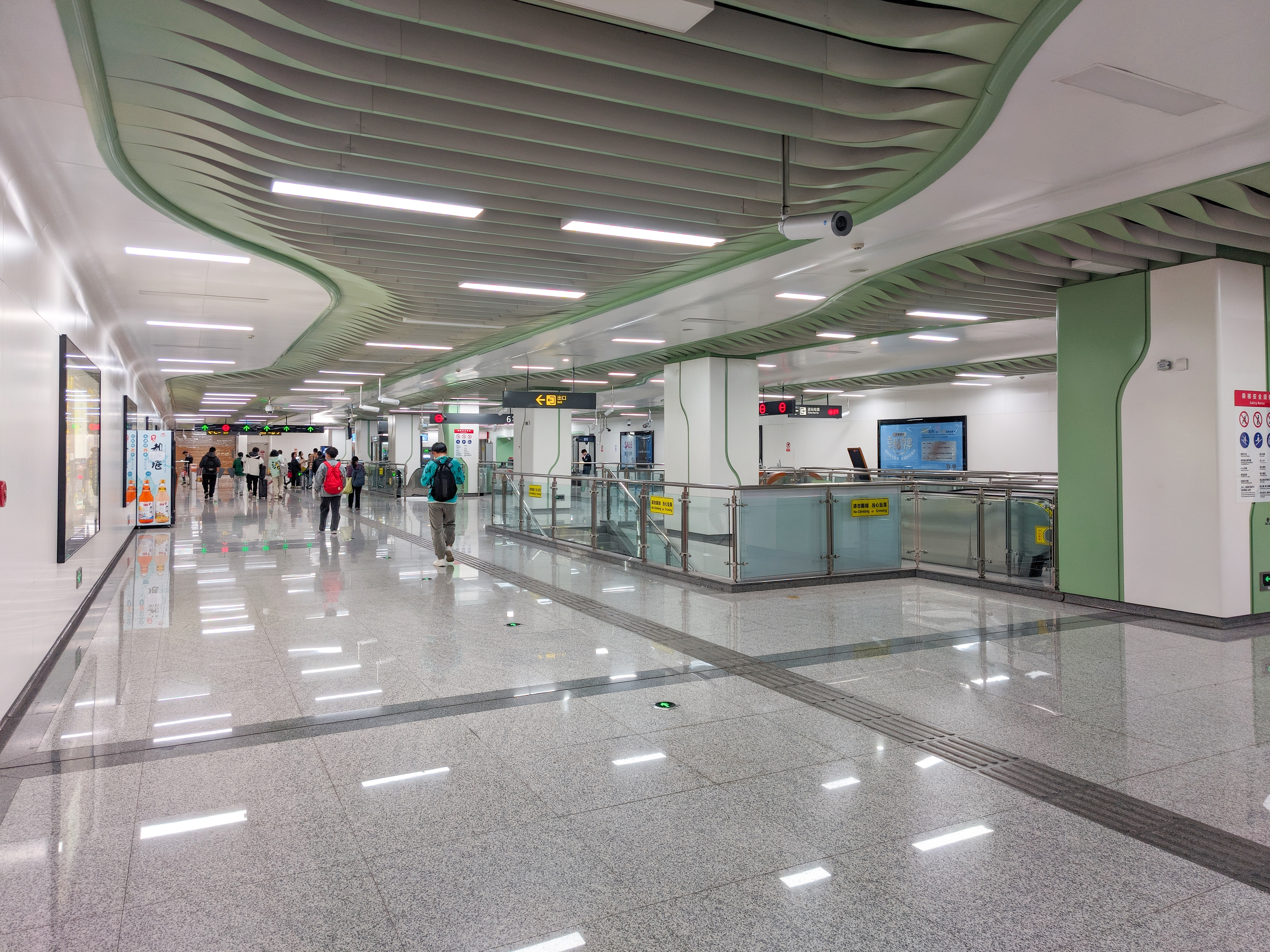
站厅

蜀新大道站为地下二层12米宽岛式站台车站。
| 地面                             | 0    | 出口 |
| 地下一层                         | 站厅 | 自助购票 客服中心                                                                                                |
| 地下二层                         | 站台 | \| \| \| 6号线往望丛祠（郫筒） \| \| 島式 · 開左邊车门 · 无障碍卫生间 \| \| \| \| \| \| 6号线往兰家沟（檬梓） \| |
|                                  |      | 6号线往望丛祠（郫筒）                                                                                            |
| 島式 · 開左邊车门 · 无障碍卫生间 |      | |
|                                  |      | 6号线往兰家沟（檬梓）                                                                                            |

- 站台
- 站厅

## 出入口
本站目前开放5个出入口，A出口附近设有与龙湖蜀新天街的连通口。
|              |                                |                                                    |      |
| 编号         | 设施                           | 指示                                               | 照片 |
|              | 无障碍电梯                     | 望丛中路、科化一路、智创北环路                     |      |
| 出口 · B     |                                | 蜀新大道南一段、智创东一路、智创南一路、智创东二路 |      |
| 出口 · C · 1 |                                | 蜀新大道南一段、望丛中路、龙腾一路、龙腾二路       |      |
| 出口 · C · 2 |                                | 西区大道、蜀新大道南一段                           |      |
| 出口 · D     | 无障碍电梯 无障碍卫生间 哺乳室 | 望丛中路、科化南路、龙腾一路、科化一路             |      |

## 接驳交通

### 巴士
| 出口                | 巴士站点       | 路线                        | 备注                             |
| ------------------- | -------------- | --------------------------- | -------------------------------- |
| 出口 · A · 出口 · B | 地铁蜀新大道站 | P08路、P20路、P309路、P59路 | 向西（西北）、东（东南）方向行驶 |
| 出口 · C · 2        | 豪廷大酒店     | 705A路、705路、P15路        | 向东（东北）方向行驶             |